# Ipothalia femorata
Ipothalia femorata là một loài bọ cánh cứng trong họ Cerambycidae.